# 마리나 네욜로바
마리나 네욜로바(러시아어: Марина Неёлова, 영어: Marina Neyolova, 1947년 1월 8일 ~ )는 소련, 러시아의 배우이다.

## 출연 작품
- 러브 오브 시베리아 (1998)